# Trois Moulins (Fluss)
Trois Moulins (Pluraletantum) ist ein kleiner Fluss in Frankreich, der im Département Deux-Sèvres in der Region Nouvelle-Aquitaine verläuft. Er entspringt unter dem Namen Vallouse im Waldgebiet Forêt de la Saisine im nordöstlichen Gemeindegebiet von Clavé, entwässert generell Richtung Südost und mündet nach rund 16 Kilometern im Gemeindegebiet von Ménigoute als rechter Nebenfluss in die Vonne. Der Fluss durchquert auf seinem Weg die Seen Étang de la Guyonnière, Étang des Châterliers, Étang de Bois Pouvreau und wechselt seinen Namen von Vallouse auf Trois Moulins erst nach der Durchquerung des Étang des Châteliers.

## Orte am Fluss
(Reihenfolge in Fließrichtung)
- La Guyonnière, Gemeinde Clavé
- Le Saule, Gemeinde Clavé
- La Belle Étoile, Gemeinde Les Châteliers
- Les Noues, Gemeinde Exireuil
- Les Tinières, Gemeinde Les Châteliers
- Champépin, Gemeinde Fomperron
- Les Grands Bonshommes, Gemeinde Les Châteliers
- Bois Pouvreau, Gemeinde Ménigoute